# Kirche Mandach

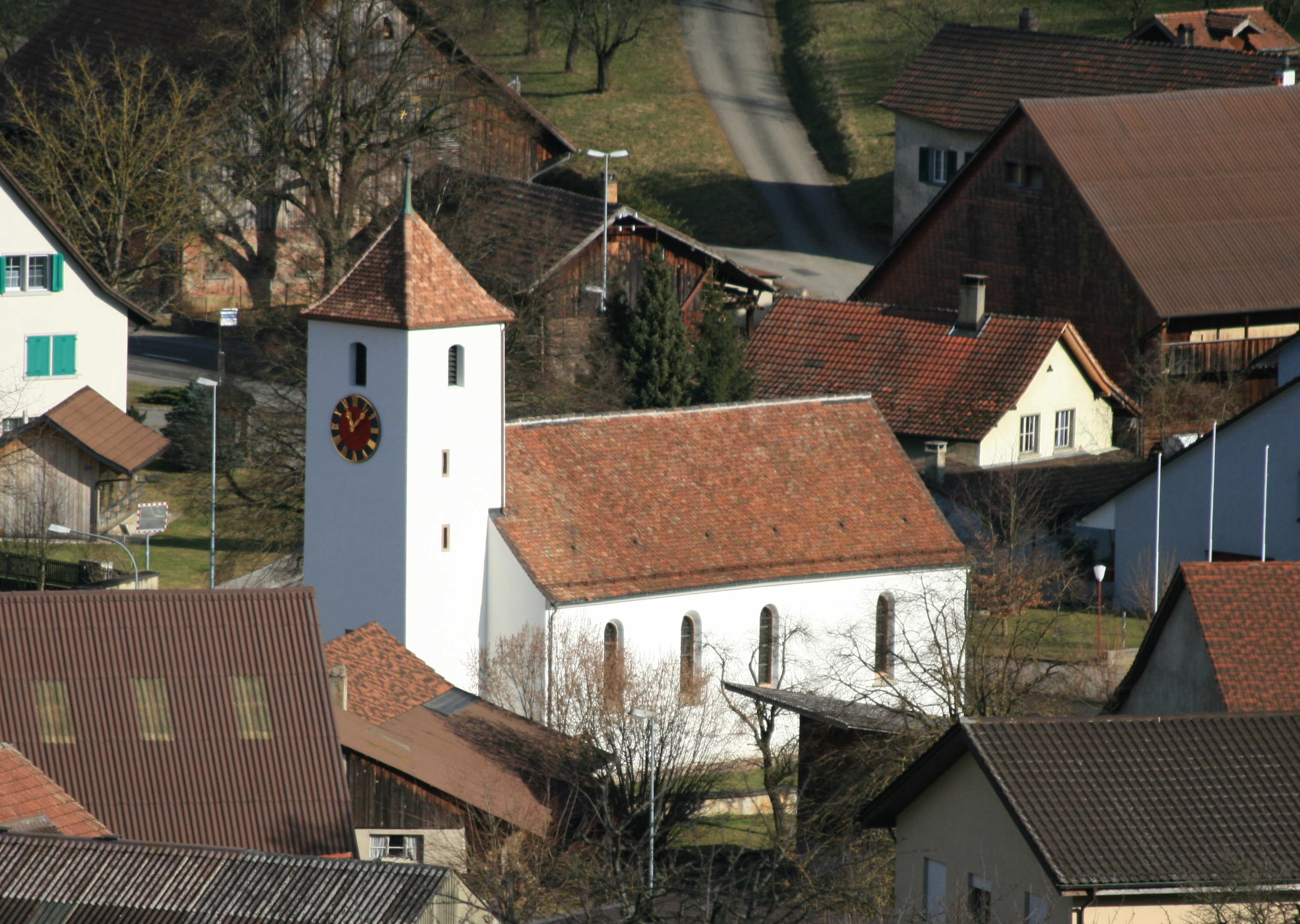
Kirche Mandach

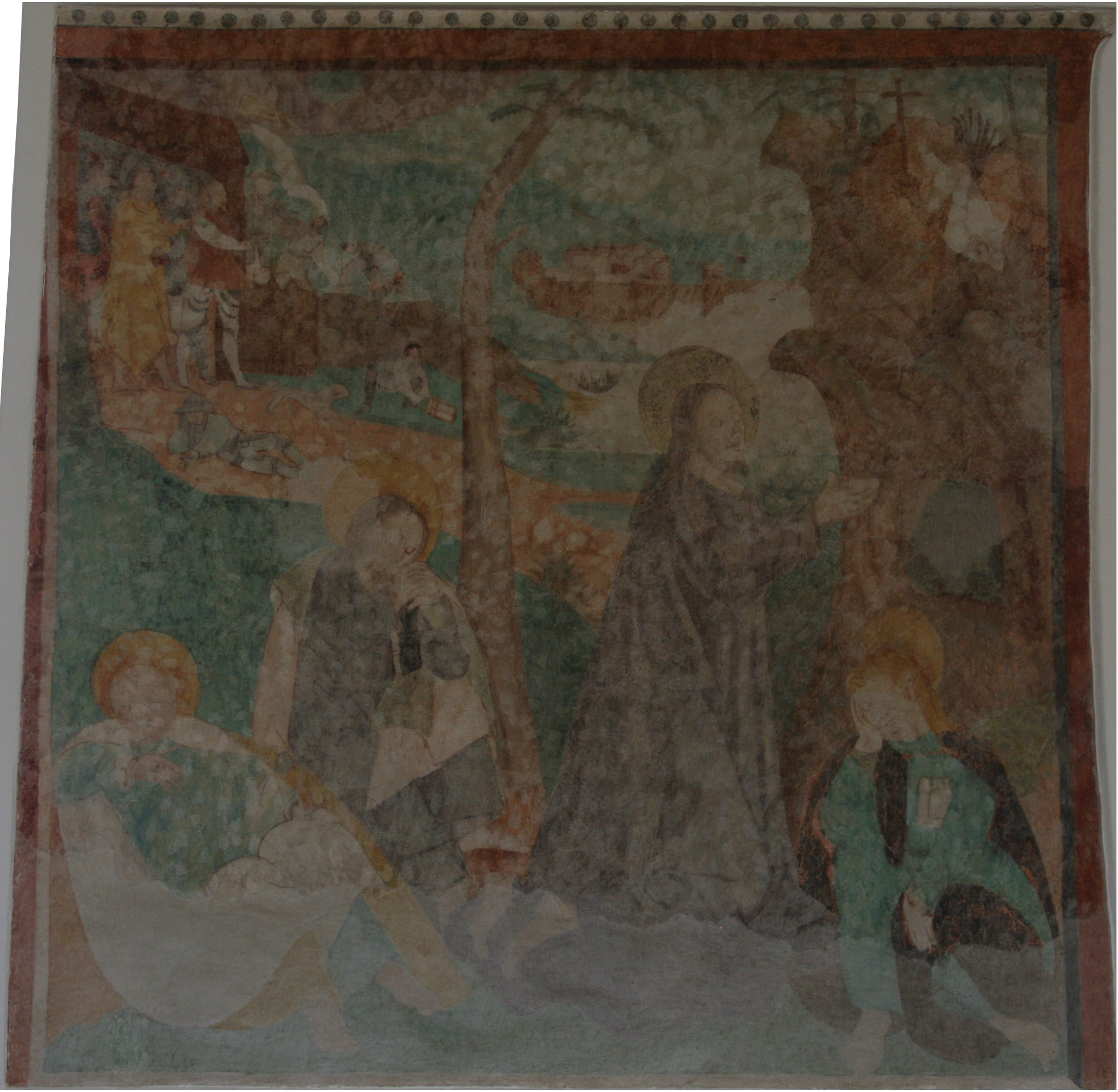
Fresko in der Kirche

Die Kirche Mandach ist die reformierte Dorfkirche der aargauischen Gemeinde Mandach in der Schweiz.

## Geschichte
Die erste Kirche entstand vermutlich in der zweiten Hälfte des 11. Jahrhunderts im Auftrag des Damenstifts Säckingen und wurde im romanischen Stil erbaut. Im 14. Jahrhundert, als die Habsburger den Wessenbergern Mandach verpfändeten, kam auch die Kirche in deren Obhut. Nach dem Dorfbrand von 1518 wurde die Kirche neu errichtet und aus den Jahren 1595 und 1667 sind Reparaturen am Gebäude überliefert. In den Jahren 1732 und 1733 wurde die Kirche wegen Baufälligkeit vollständig renoviert und auch erweitert. Da zu dieser Zeit auch Mandach verarmt war, unterstützte die Berner Regierung die Renovation der Kirche mit 600 Gulden. Bei der Renovation 1773 wurde die heutige Gipsdecke eingezogen. Weitere Renovationen sind aus den Jahren 1848 und 1878 bekannt. Die Turmuhr und die Glockentechnik wurden 1910 erneuert und die Uhr von damals ist auch heute noch in Betrieb. Im Jahr 1921 wurde die Kirche elektrifiziert und es wurden sechs Deckenleuchten eingebaut. Ausserdem fand eine Aussenrenovation statt. Nach einer Innenrenovation im Jahr 1933 wurde 1939 eine elektrische Heizung eingebaut. Bereits drei Jahre später, 1942 mussten die beiden Glocken wegen Rissen ersetzt werden und das Geläut wurde gleichzeitig um eine dritte Glocke ergänzt. Um eine Orgel auf der Empore einbauen zu können, wurde diese im Jahr 1958 abgesenkt, bereits drei Jahre später stellte man aber eine Absenkung des Baugrunds fest, so dass eine Totalrenovation der Kirche nötig wurde. Die letzte umfassende Renovation fand im Jahr 2010 statt.

## Ausstattung
An der Nordseite der Kirche befindet sich ein Fresko, das in der Zeit zwischen dem Dorfbrand von 1518 und der Reformation von 1528 entstanden sein muss. Anfang des 17. Jahrhunderts wurde es übermalt, geriet in Vergessenheit und wurden bei der Renovation 1962 wiederentdeckt. Zu sehen ist der betende Jesus im Garten Gethsemane. Bei ihm sind die schlafenden Jünger Petrus, Johannes und Jakobus dargestellt. Links im Hintergrund sind die Soldaten der Tempelwache mit Judas zu sehen, die kommen, um Jesus gefangen zu nehmen.

Im Chor befindet sich ein 1982 entstandenes Glasfenster von Fritz Strebel. Es zeigt Jesus mit seinen Jüngern beim letzten Abendmahl. 
Die einmanualige Metzler-Orgel mit sieben Registern konnte 1963 eingeweiht werden.